# Paul Steffan
Paul Steffan (* 9. März 1885 in Wiesloch bei Heidelberg; † 27. Mai 1957) war ein deutscher Flottenarzt der Kriegsmarine und völkischer Blutgruppenforscher der Rassenlehre.

## Leben

### Herkunft
Paul Steffan war ein Sohn vom Medizinalrat Josef Anton Steffan und Lucy, geb. Eisen.

### Werdegang
Paul Steffen trat im April 1906 in die Kaiserliche Marine ein, studierte Medizin an der Albert-Ludwigs-Universität Freiburg und gehörte seither der Freiburger Burschenschaft Alemannia an. Er promovierte und wurde am 22. März 1914 Marine-Stabsarzt. Er war in der Bakteriologischen Abteilung der hygienischen Untersuchungsstelle der Ostseestation. Später war er bis Juni 1917 als Schiffsarzt auf der Arcona und in gleicher Position bis Kriegsende auf der Bremse.
Nach dem Krieg wurde er in die Reichsmarine übernommen. Hier wurde er am 1. Juli 1925 zum Marine-Oberstabsarzt und am 1. Februar 1930 Marine-Generaloberarzt. Am 1. Oktober 1933 wurde er Flottenarzt.
Von April 1935 bis März 1942 war er Referent in der Marinemedizinalabteilung im OKM. Anschließend war er bis Februar 1944 Chefarzt am Marinelazarett Gotenhafen. Am 28. Februar 1944 wurde er z. V. gestellt und am 31. Dezember 1944 aus der Marine verabschiedet.
1926 gründete er gemeinsam mit Otto Reche die „Deutsche Gesellschaft für Blutgruppenforschung“. 1928 wurde er bei Reche auch Schriftleiter der Zeitschrift für Rassenphysiologie, dem Organ der Deutschen Gesellschaft für Blutgruppenforschung, und blieb dies bis 1943. Er befasste sich mit der Blutgruppenforschung und veröffentlichte dazu vielfältig. Im Lichte der antisemitischen Rassenlehre sah er das Blut als ausschlaggebend für die Rassenlehre an. Hermann Gauch lobte Steffan dafür, dass er:

„den hohen Wert der Blutgruppen für die Rassenkunde erkannte und die Blutgruppenforschung wieder belebte, nachdem das Judentum mit der Verschweigung und Verschleierung seiner Rasseneigenschaften begonnen hatte.“

In einer Studie untersuchte Steffan 1923 über 500 deutsche Seeleute und erfasste ihre Blutgruppenverteilung. Nachdem er feststellte, dass 43 Prozent die Blutgruppe A aufwiesen, behauptete er, dass damit die Blutgruppe als Rassenmerkmal zu bewerten sei, was in den Arbeiten des jüdischen Arztes Hirschfeld zu Unrecht geleugnet würde. In der Folge wurden Versuche unternommen, die Blutgruppe B als Blutgruppe des östlichen Teils der Welt und als Blutgruppe von u. a. Kriminellen, Alkoholikern und Juden darzustellen. So wurden durch die Deutsche Gesellschaft für Blutgruppenforschung die jüdischen Wissenschaftler vollständig ausgeschlossen und neben Hirschfeld, auch u. a. Sachs und Schiff ignoriert. 1926 behauptete Steffan, dass die Blutgruppe A überproportional bei Akademikern vorzufinden sei und die Blutgruppe B eher degenerierte und entartete Personen aufweisen würden.
In seinem Buch von 1932 listete er knapp 3000 serologische Arbeiten zu dem Thema auf.
Nach dem Zweiten Weltkrieg war er ab 1949 Gerichtlicher Sachverständiger für Blutgruppenbegutachtung, Leiter der Blutgruppenabteilung des Gerichtsmedizinischen Untersuchungsamtes des Landesgesundheitsamtes von Berlin und des Laboratoriums für Blutuntersuchung und Blutgruppenforschung Nikolassee. 1953 zog er nach Freiburg.

## Werke (Auswahl)
- Die Bedeutung der Blutgruppenuntersuchung für die Bluttransfusion und die Rassenforschung, in: Archiv für Rassen- und Gesellschaftsbiologie 15 (1923), 137–150
- Weitere Ergebnisse der Rassenforschung mittels serologische Methoden. In: Mitteilungen der Anthropologischen Gesellschaft Wien, Band 56, 1926, S. 78 ff.
- Handbuch der Blutgruppenkunde. Lehmanns, München, 1932.
- Die Blutübertragung in der Kriegsmarine. Mittler, Berlin, 1936.